# Polyosmaceae
Polyosmaceae is een botanische naam, voor een familie van tweezaadlobbige planten. Een familie onder deze naam wordt met een zekere regelmaat erkend door systemen van plantentaxonomie, en zo ook door het APG-systeem (1998) en APG II-systeem (2003). De APWebsite erkende de familie eerst wel [7 dec 2006], maar later [12 augustus 2009] niet meer; de planten worden dan ingevoegd in de familie Escalloniaceae.
Het gaat om een vrij kleine familie, van enkele tientallen soorten.